# Davant teu
Davant teu (coreà: 당신 얼굴 앞에서) és una pel·lícula dramàtica sud-coreana del 2021 dirigida per Hong Sang-soo. La pel·lícula va ser seleccionada per ser exhibida a la secció d'estrena del Festival de Cinema de Canes de 2021. El 15 de juliol de 2022 es va estrenar la versió subtitulada al català.

## Sinopsi
Una veterana actriu torna al seu país, Corea del Sud. Un cineasta, alguns anys més jove que ella, li demana que s'uneixi al seu projecte i es reuneixen per primera vegada en un bar.

## Repartiment
- Lee Hye-young com a Sang ok
- Jo Yoon-hee[5] com a Jeong ok
- Kwon Hae-hyo com a Jae won
- Shin Seok-ho com a Seung-won
- Kim Sae-byuk com a propietari de la casa antiga
- Ha Seong-guk com a ajudant de direcció
- Seo Young-hwa com a transeünt
- Lee Eun-mi com a transeünt
- Kang Yi-seo com la xicota d'en Seung-won

## Publicació i rebuda
La pel·lícula va ser seleccionada per ser projectada a la categoria Icona al 26è Festival Internacional de Cinema de Busan, celebrat del 6 al 15 d'octubre de 2021.
El lloc web de l'agregador de ressenyes Rotten Tomatoes va informar d'un percentatge d'aprovació del 93%, basat en 14 ressenyes amb una puntuació mitjana de 7,70 sobre 10.